# Rob Muffels
Rob Frederik Muffels (* 8. Dezember 1994 in Elmshorn) ist ein deutscher Freiwasserschwimmer. Er gehört dem SC Magdeburg an, wo er von Bundestrainer Bernd Berkhahn trainiert wird, und ist zweifacher Weltmeister.

## Erfolge
Wie viele Freiwasserschwimmer begann der 1,87 m große Muffels seine Schwimmerlaufbahn im Becken. So standen bei den Jugendeuropameisterschaften 2012 ein Sieg über 800 m und ein zweiter Platz über 1500 m Freistil zu Buche. Bei den Kurzbahneuropameisterschaften 2012 in Chartres wurde er 20. über 1500 m und 33. über 400 m.
Bei den Jugendweltmeisterschaften desselben Jahres gewann er dann sowohl die 7,5 km als auch die 5 km. Bei den Senioren wurde er bei den Weltmeisterschaften 2013 in Barcelona 11. über 5 km in 53:38,5 min.
Den ersten deutschen Meistertitel holte er 2013 über 10 km in 1:56:56,90 h. Über 5 km wurde er Zweiter. Dieselben Resultate erreichte er ein Jahr später. 2015 schließlich musste er sich über 5 wie über 10 km auf dem Bodensee bei Lindau einerseits Sören Meißner und zum anderen dem Holländer Ferry Weertman geschlagen geben.
Bei den Europameisterschaften 2014 auf der Regattastrecke Berlin-Grünau wurde er Vizeeuropameister über 5 km und zusammen mit Thomas Lurz und Isabelle Härle Dritter im deutschen 5-km-Team.
Der bis dahin größte bisherige Erfolg war ihm bei den Weltmeisterschaften 2015 auf der Kasanka im russischen Kasan beschieden: Nur der bessere Anschlag entschied über die 5 km bei Zeitgleichheit für den Südafrikaner Chad Ho in 55:17,6 min und Muffels blieb Silber mit Abstand vor dem Italiener Matteo Furlan (55:20,0).
Bei den Weltmeisterschaften 2019 wurde er beim Sieg seines Teamkollegen Florian Wellbrock Dritter über 10 km. Während Wellbrock bei den Olympischen Spielen 2020 in Tokio ebenfalls triumphierte, wurde Muffels Elfter über 10 km.